# 1613
- Wikisource

| Calendário gregoriano                                                        | 1613 MDCXIII                         |
| Ab urbe condita                                                              | 2366                                 |
| Calendário arménio                                                           | 1062 – 1063                          |
| Calendário bahá'í                                                            | -231 – -230                          |
| Calendário budista                                                           | 2157                                 |
| Calendário chinês                                                            | 4309 – 4310 Início a 19 de fevereiro |
| Calendário copta                                                             | 1329 – 1330                          |
| Calendário etíope                                                            | 1605 – 1606                          |
| Calendários hindus - Vikram Samvat - Calendário nacional indiano - Cáli Iuga | 1668 – 1669 1534 – 1535 4713 – 4714  |
| Calendário Holoceno                                                          | 11613                                |
| Calendário islâmico                                                          | 1022 – 1023                          |
| Calendário judaico                                                           | 5373 – 5374                          |
| Calendário persa                                                             | 991 – 992                            |
| Calendário rúnico                                                            | 1863                                 |
| Calendário solar tailandês                                                   | 2156                                 |

1613 (MDCXIII, na numeração romana)  foi um ano comum do século XVII do actual Calendário Gregoriano, da Era de Cristo, a sua letra dominical foi F (52 semanas), teve início a uma terça-feira e terminou também a uma terça-feira.
| Ano completo                       |
| ---------------------------------- |
| Ano comum com início à terça-feira |

## Eventos
- 21 de fevereiro - Miguel I é eleito como Czar pelo parlamento, iniciando a Dinastia Romanov
- 3 de março - Começa a reinar na Rússia a Casa dos Romanov,na pessoa do jovem Czar Miguel I.
- Começa a colonização inglesa na Índia.
- O bispo Juan Fernando de Trejo y Sanabria funda a Universidade Nacional de Córdoba.

## Nascimentos
- Johann Christoph Bach, músico alemão avô de Johann Sebastian Bach.
- Claude Perrault, arquiteto francês.

## Mortes
- 09 de Abril - Johannes Caselius, foi humanista, jurista e filólogo alemão (n. 1533).
- 06 de Dezembro - Anton Praetorius, lutador contra os processos as bruxas e a tortura (n. 1560).
- 17 de Dezembro - Duncan Liddel, foi médico, astrônomo e Professor de Matemática e de Medicina da Universidade de Helmstedt (n. 1561).